# Sitio de Jerusalén (597 a. C.)
El sitio de Jerusalén fue una campaña militar llevada a cabo por Nabucodonosor II, rey de Babilonia, en 597 a. C. En 605 a. C., derrotó al faraón Necao II en la batalla de Karkemish y posteriormente invadió el reino de Judá. Según la Crónica de Nabucodonosor, el rey Joacim de Judá se rebeló contra el dominio babilónico, pero Nabucodonosor capturó la ciudad e instaló a Sedequías como gobernante.

## Sitio
Para evitar la destrucción de Jerusalén, el rey Joacim de Judá, en su tercer año, cambió su lealtad de Egipto a Babilonia. Rindió tributo desde la tesorería de Jerusalén, algunos artefactos del Templo y algunos miembros de la familia real y la nobleza como rehenes. En 601 a. C., durante el cuarto año de su reinado, Nabucodonosor intentó sin éxito invadir Egipto y fue rechazado con grandes pérdidas. El fracaso llevó a numerosas rebeliones entre los estados del Levante que debían lealtad a Babilonia, incluyendo a Judá, donde Joacim dejó de pagar tributo a Nabucodonosor y adoptó una posición pro-egipcia.
Nabucodonosor pronto se enfrentó a estas rebeliones. Según la Crónica de Nabucodonosor, sitió Jerusalén, que finalmente cayó el 2 de Adar (16 de marzo) de 597 a. C. La Crónica dice:
En el séptimo año [de Nabucodonosor, es decir, 598 a. C.], en el mes de Kislev [noviembre/diciembre], el rey de Babilonia reunió a su ejército y, después de invadir la tierra de Hatti (Siria/Palestina) puso sitio a la ciudad de Judá. El segundo día del mes de Adar [16 de marzo] conquistó la ciudad y tomó prisionero al rey [Joacim]. Instaló en su lugar a un rey [Sedequías] de su elección y, después de haber recibido un rico tributo, volvió a Babilonia.
Joacim murió durante el sitio, posiblemente el 22 de Marjeshván (10 de diciembre) de 598 a. C., o durante los meses de Kislev o Tevet. Nabucodonosor saqueó la ciudad y el Templo, y deportó al nuevo rey Joaquín (que tenía ocho o dieciocho años), su corte y otros ciudadanos y artesanos prominentes, y gran parte de la población judía de Judá, unas diez mil personas. La deportación ocurrió antes de Nisán de 597 a. C.; las fechas en el Libro de Ezequiel se cuentan a partir de ese evento. Los eventos se describen en las secciones Nevi'im y Ketuvim del Tanaj (Biblia hebrea o Antiguo Testamento) (2 Reyes 24:10-16). La primera deportación fue el inicio del exilio y de la diáspora judía. El texto bíblico (2 Reyes 24:13-17) informa que:
Y sacó de allí todos los tesoros de la casa de YHWH, y los tesoros de la casa real, y rompió en pedazos todos los utensilios de oro que había hecho Salomón rey de Israel en la casa de YHWH, como YHWH había dicho. Y llevó en cautiverio a toda Jerusalén, a todos los príncipes, y a todos los hombres valientes, hasta diez mil cautivos, y a todos los artesanos y herreros; no quedó nadie, excepto los pobres del pueblo de la tierra. Asimismo llevó cautivos a Babilonia a Joaquín, a la madre del rey, a las mujeres del rey, a sus oficiales y a los poderosos de la tierra; cautivos los llevó de Jerusalén a Babilonia.  A todos los hombres de guerra, que fueron siete mil, y a los artesanos y herreros, que fueron mil, y a todos los valientes para hacer la guerra, llevó cautivos el rey de Babilonia. Y el rey de Babilonia puso por rey en lugar de Joaquín a Matanías su tío, y le cambió el nombre por el de Sedequías.
Nabucodonosor instaló al tío de Joaquín, Sedequías, como rey títere de Judá, y Joaquín se vio obligado a permanecer en Babilonia. El comienzo del reinado de Sedequías se ha fechado de diversas maneras unas pocas semanas antes o después del comienzo de Nisán de 597 a. C.

## Cronología
Las Crónicas de Babilonia, que fueron publicadas por Donald Wiseman en 1956, establecen que Nabucodonosor capturó Jerusalén por primera vez el 2 de Adar (16 de marzo) de 597 a. C. Antes de la publicación de Wiseman, E. R. Thiele había determinado a partir de los textos bíblicos que la captura inicial de Jerusalén por Nabucodonosor ocurrió en la primavera de 597 a. C.; pero otros eruditos, incluido William F. Albright, fecharon el evento con más frecuencia en 598 a. C.